# Die Together
Die Together è un singolo della cantante greco-norvegese Amanda Tenfjord, pubblicato il 10 marzo 2022 su etichetta discografica Propeller Recordings.

## Descrizione
Il 15 dicembre 2021 è stato confermato che l'emittente pubblica ERT ha selezionato Amanda Tenfjord internamente come rappresentante greca all'Eurovision Song Contest 2022. Die Together, scritto a quattro mani dalla cantante con Bjørn Helge Gammelsæter, è stato rivelato come suo brano eurovisivo durante uno speciale televisivo su ERTFLIX il 10 marzo 2022 e pubblicato in digitale lo stesso giorno.
Nel maggio successivo, dopo essersi qualificata dalla prima semifinale, Amanda Tenfjord si è esibita nella finale eurovisiva, dove si è piazzata all'8º posto su 25 partecipanti con 215 punti totalizzati.

## Tracce
Testi e musiche di Amanda Tenfjord e Bjørn Helge Gammelsæter.
1. Die Together – 2:55

## Classifiche
| Classifica (2022) | Posizione massima |
| ----------------- | ----------------- |
| Grecia            | 2                 |
| Islanda           | 29                |
| Lituania          | 19                |